# رابرت موله
رابرت موله (انگلیسی: Robert Molle؛ زادهٔ ۲۳ سپتامبر ۱۹۶۲) کشتی‌گیر و بازیکن فوتبال کانادایی اهل کانادا بود.